# Имање
Имање у најширем смислу означава некретнину односно земљиште које чини целину заједно са стамбеним и другим грађевинским објектима. Под тиме се обично подразумевају некретнине на руралним подручјима; уколико се на њима обавља економска или пољопривредна делатност за њих се користи израз сеоско или пољопривредно имање. У још ужем смислу се под тим подразумијевају некретнине, односно куће и припадајући објекти којима је главна сврха одмор или разонода власника, најчешће припадника више или средње класе.